# Comté d'Oconee (Caroline du Sud)
Pour les articles homonymes, voir Comté d'Oconee et Oconee.
Le comté d'Oconee est l’un des 46 comtés de l’État de Caroline du Sud, aux États-Unis. Il a été fondé en 1868. Son siège est la ville de Walhalla. Selon le recensement de 2010, la population du comté est de 74 273 habitants.

## Géographie
Le comté a une superficie de 1 745 km², dont 1 620 km² est de terre. 

## Transport
L'aéroport du comté est commun avec la ville de Clemson (Aéroport de Clemson-Comté d'Oconee).

## Démographie
| 1870   | 1880   | 1890   | 1900   | 1910   | 1920   |
| ------ | ------ | ------ | ------ | ------ | ------ |
| 10 536 | 16 256 | 18 687 | 23 634 | 27 337 | 30 117 |

| 1930   | 1940   | 1950   | 1960   | 1970   | 1980   |
| ------ | ------ | ------ | ------ | ------ | ------ |
| 33 368 | 36 512 | 39 050 | 40 204 | 40 728 | 48 611 |

| 1990   | 2000   | 2010   | - | - | - |
| ------ | ------ | ------ | - | - | - |
| 57 494 | 66 215 | 74 273 | - | - | - |